# Plexaura turgida
Plexaura turgida is een zachte koraalsoort uit de familie Plexauridae. De koraalsoort komt uit het geslacht Plexaura. Plexaura turgida werd in 1834 voor het eerst wetenschappelijk beschreven door Ehrenberg. 